# Video+
Video+ (o Video+ Player en Google Play) es un reproductor de vídeo y gestor de descargas que es desarrollado y operado por LEO Network. El desarrollador lo describe como un "cazador" o "buscador" de videos donde se puede explorar los intereses propios y descubrir el barrio.

## Descripción
Video+ funciona como un sniffer para permitir a los usuarios descubrir las colecciones de vídeo de personas cercanas. Fue ofrecido en el uso compartido de multimedia basada en la localización y la función de descubrir. Los servicios basados en la localización (LBS) se aplicaron por primera vez en la red social más grande y de más rápido crecimiento – Foursquare y se hizo popular y ampliamente utilizado como Aplicación móvil desde el año 2009. Video+ no tiene requisitos de registro para el primer inicio de sesión, los usuarios pueden compartir su lista de vídeos bajo la función "Compartir" y descubrir las listas de otros usuarios en "Cerca". Además, los usuarios pueden encontrar grupos de interés común.

## Formatos compatibles
mkv, avi, flv, rm, rmvb, asf, asx, mov, mpe, ts, vob, wmv, f4v, vp, mpeg, mpg, m4v, mp4, 3gp, 3gpp, 3g2, 3gpp2

## Protocolos de descarga
Soporta BT, HTTP, HTTPS, MAGNET

## Tecnologías
Según Sem, uno de los desarrolladores más contribuyentes de LEO: Video+ fue implementado con la tecnología de desarrollo propio de “Transmisión inalámbrica de aire-Link Multi-conexional”, que combina Wi-Fi con Bluetooth y no requiere conexión a Internet durante el proceso de descarga.